# Supercopa de Japón 1994
La Supercopa de Japón 1994, también conocida como Supercopa Xerox 1994 (en inglés: Xerox Super Cup 1994) por motivos de patrocinio, fue la 1.ª edición de este torneo.
Fue disputada entre Verdy Kawasaki, como campeón de la J. League 1993, y Yokohama Flügels, como ganador de la Copa del Emperador 1993. El partido se jugó el 5 de marzo de 1994 en el Estadio Nacional de la ciudad de Tokio.

## Participantes
| Bandera de Prefectura de Kanagawa | Verdy Kawasaki   | Campeón de la J. League (1993)          |
| Bandera de Prefectura de Kanagawa | Yokohama Flügels | Campeón de la Copa del Emperador (1993) |

## Partido
| 5 de marzo de 1994, 14:06 (UTC+9) | Yokohama Flügels | 1:2 (0:1) | Verdy Kawasaki            | Estadio Nacional, Tokio                                       |                                                               |
|                                   | Válber 63'       | Reporte   | Takeda 44' · Bismarck 77' | Asistencia: 51.154 espectadores Árbitro(s): Shin'ichirō Obata | Asistencia: 51.154 espectadores Árbitro(s): Shin'ichirō Obata |

### Detalles
| 1          | Guardameta     | Atsuhiko Mori      |     |
| 4          | Defensa        | Atsuhiro Iwai      |     |
| 2          | Defensa        | Naoto Ōtake        |     |
| 6          | Defensa        | Masaaki Takada     |     |
| 3          | Defensa        | Ippei Watanabe     |     |
| 9          | Centrocampista | Hideki Katsura     | 68' |
| 5          | Centrocampista | Motohiro Yamaguchi |     |
| 7          | Centrocampista | Masakiyo Maezono   |     |
| 10         | Centrocampista | Edu Marangon       |     |
| 8          | Centrocampista | Válber             |     |
| 11         | Delantero      | Raúl Amarilla      |     |
| Entrenador | Entrenador     | Shū Kamo           |     |

| 1          | Guardameta     | Takayuki Fujikawa   |     |
| 5          | Defensa        | Tetsuji Hashiratani |     |
| 2          | Defensa        | Kō Ishikawa         |     |
| 3          | Defensa        | Pereira             |     |
| 6          | Defensa        | Paulo               | 62' |
| 4          | Centrocampista | Yoshiyuki Katō      |     |
| 10         | Centrocampista | Ruy Ramos           |     |
| 8          | Centrocampista | Tsuyoshi Kitazawa   |     |
| 7          | Centrocampista | Bismarck            |     |
| 9          | Delantero      | Nobuhiro Takeda     | 77' |
| 11         | Delantero      | Kazuyoshi Miura     |     |
| Entrenador | Entrenador     | Yasutarō Matsuki    |     |

| 15 | Delantero | Hiroki Hattori | 68' |

| 14 | Centrocampista | Hideki Nagai     | 62' |
| 12 | Delantero      | Shinji Fujiyoshi | 77' |

| Anotado | 63' | Válber | 1-1 |

| Anotado | 44' | Nobuhiro Takeda | 0-1 |
| Anotado | 77' | Bismarck        | 1-2 |

| Amonestado | 38' | Masaaki Takada |

| Amonestado | 24' | Pereira         |
| Amonestado | 25' | Nobuhiro Takeda |

| Árbitro             | Shin'ichirō Obata |
| Árbitros asistentes | Tatsumi Ono       |
| Árbitros asistentes | Hiroshi Fukuda    |
| Cuarto árbitro      | Keiichi Sunakawa  |

| 1          | Guardameta     | Atsuhiko Mori      |     |
| 4          | Defensa        | Atsuhiro Iwai      |     |
| 2          | Defensa        | Naoto Ōtake        |     |
| 6          | Defensa        | Masaaki Takada     |     |
| 3          | Defensa        | Ippei Watanabe     |     |
| 9          | Centrocampista | Hideki Katsura     | 68' |
| 5          | Centrocampista | Motohiro Yamaguchi |     |
| 7          | Centrocampista | Masakiyo Maezono   |     |
| 10         | Centrocampista | Edu Marangon       |     |
| 8          | Centrocampista | Válber             |     |
| 11         | Delantero      | Raúl Amarilla      |     |
| Entrenador | Entrenador     | Shū Kamo           |     |

| 1          | Guardameta     | Takayuki Fujikawa   |     |
| 5          | Defensa        | Tetsuji Hashiratani |     |
| 2          | Defensa        | Kō Ishikawa         |     |
| 3          | Defensa        | Pereira             |     |
| 6          | Defensa        | Paulo               | 62' |
| 4          | Centrocampista | Yoshiyuki Katō      |     |
| 10         | Centrocampista | Ruy Ramos           |     |
| 8          | Centrocampista | Tsuyoshi Kitazawa   |     |
| 7          | Centrocampista | Bismarck            |     |
| 9          | Delantero      | Nobuhiro Takeda     | 77' |
| 11         | Delantero      | Kazuyoshi Miura     |     |
| Entrenador | Entrenador     | Yasutarō Matsuki    |     |

| 15 | Delantero | Hiroki Hattori | 68' |

| 14 | Centrocampista | Hideki Nagai     | 62' |
| 12 | Delantero      | Shinji Fujiyoshi | 77' |

| Anotado | 63' | Válber | 1-1 |

| Anotado | 44' | Nobuhiro Takeda | 0-1 |
| Anotado | 77' | Bismarck        | 1-2 |

| Amonestado | 38' | Masaaki Takada |

| Amonestado | 24' | Pereira         |
| Amonestado | 25' | Nobuhiro Takeda |

| Árbitro             | Shin'ichirō Obata |
| Árbitros asistentes | Tatsumi Ono       |
| Árbitros asistentes | Hiroshi Fukuda    |
| Cuarto árbitro      | Keiichi Sunakawa  |

|                                    |
| Bandera de Prefectura de Kanagawa  |
| Campeón Verdy Kawasaki 1.er título |